# HD 125612 d
HD 125612 d 또는 HIP 70123 d는 G형 주계열성 HD 125612를 돌고 있는 외계 행성으로, 처녀자리 방향으로 약 172 광년 떨어진 곳에 있다. 질량은 최소 목성의 7.1배이며 항성을 1회 도는 데 걸리는 시간은 약 12.67년 정도이다. 모항성으로부터 떨어진 거리는 약 5.59 AU이다. 다른 외계 행성들과 마찬가지로 이 행성의 궤도경사각은 밝혀져 있지 않으며 거기에 궤도 이심률까지 불명확하다(대부분의 외계 행성들은 이심률 값은 확인되었다). 이 행성은 2009년 10월 19일 HARPS로 동시에 발견한 30개 외계 행성들 중 하나이다.
좌표:  14h 20m 53.5147s, −17° 28′ 53.475″